# Locana
Locana (piemontiul Locan-a, frankoprovanszálul Lukënna) egy olasz község a Piemont régióban, Torino megyében.

## Elhelyezkedése
Locana Torinótól 62 km-re található egy keskeny völgy központjában, átlagosan 613 méteres tengerszint feletti magasságon. Torino megye legnagyobb területű községe. Északon  Valle d'Aosta régióval, délen a Lanzo-völgyekkel, nyugaton Noascával, keleten Ribordoneval, délkeleten Sparoneval határos. Legalacsonyabb pontja 539 méter, legmagasabb pontja, a Torre del Gran San Pietro 3692 méter. Északi része alpesi tavakban és gleccserekben gazdag.

## Fordítás
- Ez a szócikk részben vagy egészben  a   Locana című olasz Wikipédia-szócikk fordításán alapul.  Az eredeti cikk szerkesztőit annak laptörténete sorolja fel. Ez a jelzés csupán a megfogalmazás eredetét és a szerzői jogokat jelzi, nem szolgál a cikkben szereplő információk forrásmegjelöléseként.